# Leo Pharma
LEO Pharma A/S est une entreprise pharmaceutique danoise multinationale, fondée en 1908 et présente dans environ 100 pays. Son siège social se trouve à Ballerup, près de Copenhague. L'entreprise est intégrée à 100 % dans une fondation privée détenue par la Fondation LEO. LEO Pharma développe et commercialise des produits pour la dermatologie, le remodelage osseux, la thrombose et la coagulation. En 1945, elle a été le premier producteur de pénicilline hors des États-Unis et du Royaume-Uni.

## Histoire

### Formation etXXesiècle
En 1908, les pharmaciens August Kongsted et Anton Antons ont acheté la Pharmacie LEO à Copenhague, au Danemark. Avec cet achat, ils ont établi la "Københavns Løveapoteks kemiske Fabrik", aujourd'hui connue sous le nom de LEO Pharma. 
- 1912 – La compagnie a lancé sa propre tablette contre les maux de tête à base d'aspirine.
- 1917 – La compagnie a exporté le premier médicament du Danemark, le Digisolvin.
- 1940 – La compagnie a lancé son propre produit à base d'héparine.
- 1958 – Un brevet a été déposé pour le bendrofluazide.
- 1962 – La compagnie a lancé le Fucidin pour traiter les infections à staphylocoques.

### XXIesiècle
En 2015, la société a annoncé l'acquisition de l'activité dermatologique d'Astellas Pharma pour 725 millions de dollars.
En 2018, la société a acquis l'unité de dermatologie de Bayer pour un montant non divulgué.
En avril 2022, la société a nommé Christophe Bourdon comme nouveau PDG. Avant cela, il était PDG d'Orphazyme A/S.
En janvier 2023, la société a commencé d'importantes réductions de personnel (environ 300 de ses employés actuels, soit environ 5 % de la main-d'œuvre) dans le cadre d'une restructuration majeure et d'une réorganisation en prévision d'une possible introduction en bourse planifiée. En raison de la réduction du programme de R&D de la société, les nouveaux candidats médicaments en phase précoce devront être obtenus de l'extérieur.
En août 2023, il a été annoncé que LEO Pharma avait conclu un accord définitif pour acquérir des actifs clés de la société biopharmaceutique basée à Basking Ridge, Timber Pharmaceuticals, pour 36 millions de dollars. Cette transaction comprenait le TMB-001, une pommade topique d'isotrétinoïne actuellement en développement pour le traitement des sous-types modérés à sévères d'ichtyose congénitale.
En mars 2023, LEO Pharma a annoncé dans son rapport annuel qu'elle avait réduit ses coûts opérationnels de 14% en 2023 tout en augmentant ses revenus de 7%.